# Terry Dehere
Lennox Dominique « Terry » Dehere, né le 12 septembre 1971 à New York, est un ancien joueur américain de basket-ball. Il évoluait au poste de meneur.